# Kryszna (rzeka)

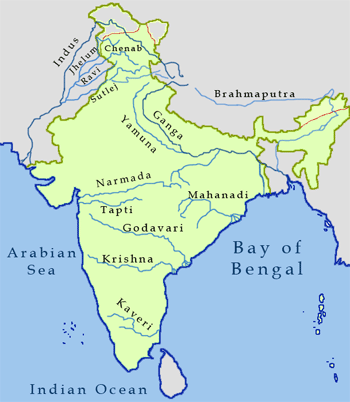
Rzeki Indii

Kryszna (Kristna, Kriszna, hindi कृष्णा, ang. Krishna River) – rzeka w południowych Indiach, mająca swoje źródła w Ghatach Zachodnich na płaskowyżu Mahabaleshwar – regionie pielgrzymkowym, turystycznym i rolniczym (produkcja truskawek i zbiory miodu). Legenda głosi, że rzeka ta wypłynęła z pyska krowy, stanowiącej pomnik w starożytnej świątyni Śiwy i wraz z jej dwoma dopływami: Wenną i Kojaną uosabia model Trójcy hinduistycznej Trimurti. Według tej legendy Kryszna jest bogiem Wisznu, Wenna – bogiem Śiwą, a Kojana – bogiem Brahmą.
Płynie przez wyżynę Dekan oraz Ghaty Wschodnie i uchodzi deltą do Zatoki Bengalskiej. W górnym progu przedzielona licznymi progami.
Dopływy:
Bhima, Dindi, Kojana, Malaprabha, Ghataprabha, Musi, Tungabhadra, Warna), Wenna, Yerla.
Przepływa przez miasto Widźajawada. Rzeka Kryszna jest żeglowna w dolnym biegu. Wykorzystywana jest do produkcji energii i nawadniania. Wody Kryszny spiętrzają dwie potężne zapory: w Srisailam oraz w Nagarjuna Sagar (najwyższa na świecie zapora betonowa – 124 m o pojemności zbiornika 11,4 km³).